# Sutisenjärvi
Sutisenjärvi är en sjö i Finland. Den ligger i kommunen Kuhmo i landskapet Kajanaland, i den centrala delen av landet, 500 km norr om huvudstaden Helsingfors. Sutisenjärvi ligger 210,9 meter över havet. Den är 12 meter djup. Arean är 84 hektar och strandlinjen är 10,83 kilometer lång. Sjön  ingår i Uleälvens huvudavrinningsområde. 
I övrigt finns följande vid Sutisenjärvi:
- Hoikanjärvi (en sjö)